# San Martino dall'Argine
San Martino Dall'argine é uma comuna italiana da região da Lombardia, província de Mântua, com cerca de 1.857 habitantes. Estende-se por uma área de 17 km², tendo uma densidade populacional de 109 hab/km². Faz fronteira com Bozzolo, Gazzuolo, Marcaria, Rivarolo Mantovano, Spineda (CR).

## Demografia
| Variação demográfica do município entre 1861 e 2011                               |
|                                                                                   |
| Fonte: Istituto Nazionale di Statistica (ISTAT) - Elaboração gráfica da Wikipedia |